# Noord-Hollands Archief
Il Noord-Hollands Archief (in italiano Archivi dell'Olanda Settentrionale) è un centro storico regionale olandese che raccoglie informazioni sulla storia della provincia dell'Olanda settentrionale, della regione di Kennemerland e del capoluogo di provincia di Haarlem, ospitato in quest'ultimo in due sedi: il Janskerk e l'ex orfanotrofio mennonita su Kleine Houtweg.

## Storia
Il Noord-Hollands Archief è stato creato il 1º febbraio 2005 dalla fusione di due precedenti archivi: l'Archiefdienst voor Kennemerland (AVK) e il Rijksarchief in Noord-Holland (RANH); funge da archivio di stato per l'Olanda del Nord e da archivio municipale per i comuni di Aalsmeer, Beverwijk, Bloemendaal, Haarlem, Haarlemmermeer, Heemskerk, Heemstede, Uitgeest, Uithoorn, Velsen e Zandvoort, nonché per gli ex comuni di quest'area.
Sulla base di queste funzioni, gestisce archivi e collezioni di istituzioni nazionali, provinciali e private, sia di singoli individui che delle organizzazioni dell'area, come ad esempio gli archivi delle tipografie Enschedé e Vermande Zonen o dell'agenzia fotografica de Boer.

## Collezioni
Custodendo quasi 5.500 archivi, 90.000 titoli nella biblioteca e 500.000 immagini (foto, diapositive e cartoline illustrate, stampe, disegni e mappe), il materiale raccolto copre circa 50 chilometri di spazio sugli scaffali. Gli archivi e le collezioni possono essere consultati gratuitamente nelle sale di lettura o tramite il sito web.